# Matthias Prinz
Matthias Prinz, född 1956 i Berlin, är en tysk advokat som huvudsakligen ägnar sig åt medierätt. Han innehar även en hedersprofessur vid Freie Universität Berlin.
Matthias Prinz är son till Günter Prinz, som var chefredaktör för Bild-Zeitung och senare chef för Axel Springer Verlag. Prinz studerade juridik vid Universität Hamburg, och tog sin statsexamen 1980. Han var en tid verksam i USA där han studerade vid Harvard Law School och 1983 tog en Master of Laws-examen (LL.M.). 1984 fick han rätt att verka som advokat i New York State efter att ha genomgått delstatens bar exam.
Efter återkomsten till Hamburg blev Prinz 1985 juris doktor, och öppnade en advokatbyrå tillsammans med Sabine Neidhardt. Byrån heter idag Prinz–Neidhardt–Engelschall och har kontor i Hamburg och Berlin.
En av Prinz' specialiteter är att företräda kända personer som blivit föremål för kränkande eller osanna reportage i tyska tidningar, inte minst den tyska tabloid-pressen. Han har bland annat företrätt svenska kungafamiljen. Han publicerar och undervisar även på det medierättsliga området. Bland annat är han tillsammans med Butz Peters författare till boken Medienrecht – Die zivilrechtlichen Ansprüche ("Medierätt - civilrättsliga skadeståndskrav").